# Claudette Joseph
Claudette Joseph ist eine grenadische Politikerin des National Democratic Congress (NDC), die seit 2022 Mitglied des Senats sowie Generalstaatsanwältin und Ministerin für Recht, Arbeit und Verbraucherschutz ist.

## Leben
Claudette Joseph war zunächst zwischen 1990 und 1991 als Lehrerin am St. Joseph’s Convent St. George’s tätig und begann daraufhin ein Studium der Rechtswissenschaften an der University of the West Indies (UWI), welches sie 1994 mit einem Bachelor of Laws (LL.B.) beendete. Nach einer Fortbildung an der Hugh Wooding Law School (HWLS) in Trinidad and Tobago und ihrer anwaltlichen Zulassung arbeitete sie zwischen 1996 und 1997 als Syndikusanwältin in einer Rechtshilfe- und Beratungskanzlei und war im Anschluss von 1997 bis 2000 als stellvertretende Kanzlerin der Kanzlei des Eastern Caribbean Supreme Court (ECSC), der als Oberster Gerichtshofs für die Staaten Antigua und Barbuda, Dominica, Grenada, St. Kitts und Nevis, St. Lucia und St. Vincent und die Grenadinen sowie die britischen Überseegebiete Anguilla, Britische Jungferninseln und Montserrat zuständig ist sowie in Bezug auf Grenada gemäß Artikel 105 der Verfassung die Bezeichnung Supreme Court of Grenada and the West Indies Associated States trägt. Sie war daraufhin von 2000 bis 2022 als Partnerin der Anwaltskanzlei Amicus Attorneys tätig und unterrichtete zwischen 2019 und 2022 als Dozentin für Wirtschaftsrecht und Internationales Wirtschaftsrecht an der St. George’s University (SGU). Sie engagiert sie sich als Gründerin und Chefausbilderin der Grenada Shōtōkan Karate Association.
Claudette Joseph ist Mitglied des National Democratic Congress (NDC) und war während der NDC-Regierung unter Premierminister Tillman Thomas von 2008 bis 2013 Mitglied in verschiedenen von der Regierung eingesetzten Ausschüssen. Sie wurde bekannt für ihre Opposition gegen die sieben Referendumsgesetze von 2016. Sie war auch eine von zwei Anwälten, die eine einstweilige Verfügung gegen den Wahlleiter des Parlamentswahlbüros einreichten und das Gericht aufforderten, das Referendum vom November 2017 zu stoppen.
kandidierte bei den Wahlen am 13. März 2018 und am 23. Juni 2022 im Wahlkreis „St. George“ jeweils erfolglos für ein Mandat im Repräsentantenhaus (House of Representatives). Während dieser Zeit fungierte sie von 2019 bis 2021 Beauftragte für Öffentlichkeitsarbeit der Partei und wurde nach dem Wahlsieg des NDC am 23. Juni 2022 am 30. Juni 2022 zum Mitglied des 13-köpfigen Senats ernannt sowie als Generalstaatsanwältin (Attorney General) und Ministerin für Recht, Arbeit und Verbraucherschutz (Minister of Legal affairs, Labour and Consumer affairs) in das Kabinett von Premierminister Dickon Mitchell berufen.